# Christiane Nüsslein-Volhard
Christiane Nüsslein-Volhard (Magdeburg, 20. listopada 1942.) je njemačka biologinja.
Godine 1995. podijelila je Nobelovu nagradu za fiziologiju ili medicinu, zajedno s Eric Wieschausom i Edward B. Lewisom, za njihovo istraživanje genetičke kontrole embrionalnog razvoja. 

## Vanjske poveznice
- Nobelova nagrada - autobiografija  Arhivirana inačica izvorne stranice od 14. listopada 2012. (Wayback Machine) (engl.)